# Albisola Superiore
Albisola Superiore (en idioma ligur, D'âto d'Arvisêua), es una municipalidad italiana de la provincia de Savona, en una de las escasas llanuras de la región de Liguria, dominada por los montes del Beigua.
Su núcleo central se divide en dos partes: la que está al norte del ferrocarril, a 1 km del mar, y la que queda al sur, que aun formando parte de la municipalidad toma el nombre de Albisola Capo, de la cual una parte se encuentra bajo el nivel del mar. Esta última tiene un amplio paseo costanero que se une al de su vecina oriental, Albissola Marina, camino a Savona, la capital de la provincia.

## Economía
En las colinas que la circundan se cultivan hortalizas, vides y olivos, pero este importante centro balneario, que ganó la distinción de Bandiera Blu en 2008 por cuarto año consecutivo por la calidad de sus playas, vive gracias al turismo y a la producción de cerámicas, famosas en toda Italia. La cerámica de las Albisolas (Superiore/Capo y Marina) surge a fines del siglo XV siendo las mayólicas (cerámicas más refinadas) de monocromía azul las más características.

## Historia
Fue fundada en tiempos prehistóricos por los Ligures Docilios y luego desarrollada en época romana a lo largo del torrente Sansobbia.
Con la caída del Imperio sus habitantes se alejaron de la llanura costera hacia la colina del Castellaro, donde surgió una fortificación, en seguida acompañada por la iglesia de San Nicolò, cuyo campanario está datado en 1067. Formó parte del Marquesado de Savona y desde 1122 fue feudo güelfo. La totalidad del burgo fue luego cedido a la municipalidad de Savona hasta que en 1251 todo el poniente de la Liguria se sometió al dominio de la República de Génova.
En la segunda mitad del siglo XVII patricios genoveses adquirieron allí terrenos, entre ellos, las familias Brignole y Della Rovere, de la que sería miembro el papa Julio II, nacido en Albisola Superiore. A 1615 se remonta la separación oficial de Albissola Marina (por entonces llamada Borgo Inferiore).
La ciudad fue reconstruida luego de la Segunda Guerra Mundial y tuvo una notable expansión edilicia en la década de 1960, que reunió urbanísticamente los burgos históricos.
En 2006 fue rechazada la iniciativa de unir en una sola municipalidad Albisola Superiore con Albissola Marina, con lo que se hubiese convertido la nueva aglomeración en la tercera de la provincia por habitantes.

## Evolución demográfica
| Gráfica de evolución demográfica de Albisola Superiore entre 1861 y 2001 |
|                                                                          |
| Fuente ISTAT - elaboración gráfica de Wikipedia                          |